# Taeniotes xanthostictus
Taeniotes xanthostictus es una especie de escarabajo longicornio del género Taeniotes, tribu Monochamini, subfamilia Lamiinae. Fue descrita científicamente por Bates en 1880.
El período de vuelo ocurre durante los meses de febrero, abril, mayo, junio, julio, agosto, septiembre y diciembre.

## Descripción
Mide 24-35,9 milímetros de longitud.

## Distribución
Se distribuye por Colombia, Costa Rica, Ecuador, Guatemala, Perú, México y Panamá.